# Огуан
Огуан (д/н — бл. 1656) — 8-й великий оба (володар) держави Едо в 1602/1604—1656 роках.

## Життєпис
Син великого оби Егенґбуди. 1602 або 1604 року посів трон Едо. У 1620-х роках надав допомогу державам східних йоруба (Ову, Есіті тощо) для боротьби проти держави Ойо. В результаті до 1641 року зміг зберегти вплив на сході та півдні. Водночас активно торгував з державами Боргу і Нупе, від яких отримував переважно рабів. Їх продавали португальцям, голландцям, французам і англійцям. Дипломатичних відносин дотримувався з Іспанією, король якої одночасно правив у Португалії.
На початку 1640-х років почалися повстання знаті (узама) та місцевих «князьків», які висунули декілька своїх претендентів на трон. Зрештою їх усіх об'єднав Огензае, який 1656 року повалив Огуана, ставши новим великим обою.